# Tankesport
Tankesport er sportsgrene, hvor resultatet ikke afhænger af fysiske færdigheder, men udelukkende af mentale og psykologiske faktorer. For at et spil skal kunne karakteriseres som en tankesport, må resultatet primært afhænge af spillernes dygtighed. I Danmark er tankesportsgrenene skak, shogi, bridge, backgammon, othello, go, l'hombre og mahjong organiseret i Danmarks Tankesports-Forbund.
Mange vil også forbinde tankesport med hovedbrud såsom kryds og tværs, sudoku, find ord japansk billedkryds og lignende opgaver.
Kortspillet skat, der er organiseret af Dansk Skat Union, samt det stadig forholdsvis ukendte beyond kan på grund af deres kompleksitet også kategoriseres som tankesportsgrene.
Tankesport kan også være e-sport.
 Der er for få eller ingen kildehenvisninger i denne artikel, hvilket er et problem. Du kan hjælpe ved at angive troværdige kilder til de påstande, som fremføres i artiklen.